# Верхнее Кузино
Верхнее Кузино (Кузино) — микрорайон рабочего посёлка Кузино, упразднённая в 1984 году деревня Кузино в Великоустюгском районе Вологодской области России. Входила  на год упразднения в состав Шемогодского сельсовета. 

## География
Находилось в северо-восточной части области, в подзоне средней тайги, на берегу Северной Двины и Кузинского затона (искусственного сооружения на месте бывшей Кузинской курьи, части старого русла реки Юг):172, на расстоянии примерно 2 километров (по прямой) к юго-востоку от города Великий Устюг, административного центра района.

### Климат
Климат характеризуется как умеренно континентальный, с холодной продолжительной зимой и умеренно тёплым летом. Среднегодовая температура воздуха — +1,5 °C. Средняя температура воздуха самого холодного месяца (января) — −13,8 °C, средняя температура самого тёплого (июля) — +16,8 °С. Годовое количество атмосферных осадков составляет около 673 мм, из которых около 445 мм выпадает в тёплый период. Снежный покров держится в течение 166 дней.

## История
Решением Вологодского облисполкома от 24 января 1983 года территория
бывшего посёлка Кузино исключена из состава города Великий Устюг, посёлок Кузино отнесён к категории рабочих посёлков :84. В народе центральная часть  посёлка именуется Нижним Кузино.
В 1984 году в состав посёлка Кузино включена деревня Кузино Шемогодского сельсовета:175, ныне микрорайон Верхнее Кузино.